# ری‌یان برستر
ری‌یان برستر (انگلیسی: Rhian Brewster؛ زادهٔ ۱ آوریل ۲۰۰۰) بازیکن فوتبال اهل انگلستان است.
از باشگاه‌هایی که در آن بازی کرده‌است می‌توان به باشگاه فوتبال لیورپول، باشگاه فوتبال شفیلد یونایتد و باشگاه فوتبال سوانزی سیتی اشاره کرد.
وی همچنین در تیم‌های ملی فوتبال زیر ۱۶، ۱۷ و ۱۸ سال انگلستان بازی کرده‌است.